# Giuseppe Fonzi
Giuseppe Fonzi (Pescara, 2 agosto 1991) è un ex ciclista su strada italiano, professionista dal 2014 al 2019.

## Carriera
Proveniente da una famiglia di ciclisti, inizia la carriera giovanile con la No.Ce di Cepagatti, raccogliendo numerose vittorie. Successivamente gareggia tra gli Allievi con la Velo Club Chieti Scalo/Cicli Intinacelli, mentre tra gli Juniores, nel biennio 2008-2009, è a Pescara con la Polisportiva Bevilacqua Sport (associata nel 2009 alla bergamasca For 3), facendo sue tra le altre nel 2008 una tappa alla Tre Giorni Orobica e nel 2009 la Piccola Tre Valli Varesine. Nel 2010 passa tra gli Elite/Under-23 con la maglia della De Nardi-Colpack-Bergamasca, mentre nel biennio successivo gareggia con il Team Colpack, nuova formazione capofila del gruppo Colpack-Bergamasca-For 3, vincendo nel 2012 il Gran Premio 60º Fondazione US Cavrianese. Nel 2013 è quindi di nuovo in Abruzzo con la Vini Fantini-D'Angelo & Antenucci. 
Diventa professionista nel 2014 con la Vini Fantini-Nippo, squadra abruzzese con licenza Continental erede della Vini Fantini Under-23; a metà stagione viene ingaggiato dalla Neri Sottoli, formazione Professional Continental pistoiese diretta da Angelo Citracca. Nel 2016, grazie a un terzo e due ottavi posti, si piazza al quarto posto della classifica generale del Tour of Taihu Lake. Nel 2017 disputa il suo primo Giro d'Italia, arrivando ultimo in classifica generale; l'anno successivo partecipa nuovamente alla "Corsa rosa" e anche in questa edizione termina ultimo in classifica generale.
Conclude la carriera agonistica a fine 2019, dopo sei anni da professionista.

## Palmarès
- 2008 (Juniores)

4ª tappa Tre Giorni Orobica (Albano Sant'Alessandro > Torre de' Roveri)
- 2009 (Juniores)

G.P. Marcello Falcone
Trofeo Fiaschi Alfredo
Piccola Tre Valli Varesine
- 2012 (Team Colpack)

Gran Premio 60º Fondazione US Cavrianese
- 2013 (Vini Fantini-D'Angelo & Antenucci)

Medaglia d'Oro Pietro Palmieri
Trofeo Città di Bevagna

## Piazzamenti

### Grandi Giri
- Giro d'Italia

2017: 161º
2018: 149º

### Classiche monumento
- Giro delle Fiandre

2016: ritirato
2017: ritirato